# 華北製藥
華北製藥集團有限責任公司（North China Pharmaceutical Group Corporation）是一间总部位于河北省石家庄市和平东路388号的制药企业，屬於冀中能源集團旗下公司，前身为1958年6月建成投产的华北制药厂。

## 历史
1953年成立，主要生產原料药及中间体、维生素及淀粉糖、制剂生产企业、生物技术、 营养保健品、农药及兽用药、医药流通、 医药化工生产、药用包装材料等其他業務。1958年底，该公司选育出的第一株生产用青霉素菌种XP－58－01研制成功，打破了苏联专家“只有科研单位才能搞育种”的断言和技术垄断，结束了用飞机从苏联空运孢子的历史。
而曾和中國製藥母公司石家莊製藥集團合併，但已告吹，原因為是受到文化和效益問題。2009年6月被前稱金牛能源的冀中能源股份收購，成為旗下公司，原因是受母公司長期負債。至於股份有限公司（上交所：600812）於1994年1月14日上海證券交易所上市。
2021年8月20日，华北制药因為斷供國家藥品集中採購山東區中標的的藥品布洛芬，而被取消2021年8月11日至2022年5月10日参与国家药品集中采购活动的申报资格。

## 外部連結
- NCPC.com.cn （页面存档备份，存于）